# Teucholabis diversipes
Teucholabis diversipes är en tvåvingeart som beskrevs av Alexander 1960. Teucholabis diversipes ingår i släktet Teucholabis och familjen småharkrankar. Inga underarter finns listade i Catalogue of Life.